# Petar Palić
Petar Palić (Priština, 3. srpnja 1972.), prelat Katoličke Crkve i trenutačni biskup mostarsko-duvanjski i trajni apostolski upravitelj trebinjsko-mrkanski. Prethodno je bio biskup hvarske biskupije od 2018. do 2020. godine. Od rujna 2020. do svibnja 2021. bio je apostolski upravitelj hvarske biskupije.

## Životopis

### Mladost i školovanje
Rođen je u Prištini, 3. srpnja 1972., u obitelji janjevačkih Hrvata, Antona i Zore (rođ. Gucić). U vrijeme njegova rođenja obitelj je živjela u Ajvaliji kraj Prištine. Godine 1978. obitelj mu se vraća u Janjevo. Petar ima četiri mlađa brata: Nikolu, Zdravka, Branka i Leopolda. Dubrovački biskup, mons. Roko Glasnović, prvi mu je rođak.
Nakon osnovne škole u Janjevu (1978. – 1986.) pohađao je Klasičnu gimnaziju u Skoplju (1986. – 1988.) i Subotici (1988. – 1990.). Katolički bogoslovni fakultet u Zagrebu je upisao 1990. godine i diplomirao 1995. godine. Uz KBF pohađao je i Glazbeni institut, na kojem je apsolvirao. Otac mu je umro 1994. godine, a majka se 1995. godine s njim preselila u Zagreb, gdje su mu živjela i braća.

### Svećeništvo
Nakon studija, odlazi na đakonski praktikum, dijelom u Biskupski ordinarijat te u Župi sv. Mihaela na Lapadu. U župnoj crkvi na Lapadu, 1995., zaređen je za đakona. Za svećenika Dubrovačke biskupije zaređen je zagrebačkoj župi Granešina 1. lipnja 1996. godine. Za mladomisničko geslo uzeo je „Pa da mi je i dolinom smrti proći, zla se ne bojim, jer si ti sa mnom...”. Nakon ređenja kratko je radio kao srednjoškolski kateheta, a kasnije je obnašao razne pastoralne službe u Dubrovačkoj biskupiji. Predstojnikom Katehetskog ureda Dubrovačke biskupije imenovan je 1996. godine i tu je dužnost obnašao do 2005. godine. Ujedno je od 1995. do 2005. bio osobni tajnik dubrovačkog biskupa. Godine 1999. imenovan je ravnateljem Ustanove za uzdržavanje klera i drugih crkvenih službenika, gdje je bio do 2017.
U listopadu 2005. godine upisao je poslijediplomski studij teologije na Teološkom fakultetu Sveučilišta u Grazu, a istodobno mu je mons. Egon Kapellari, biskup biskupije Graz-Seckau, povjerio upravu župe Dobl, kojom je upravljao do rujna 2008. godine. U Grazu je postigao doktorat iz područja moralne teologije, 2009. godine, s temom „Für eine Kultur des Lebens. Das Engagement der Kirche für eine Kultur des Lebens in Kroatien auf dem Hintergrund der Enzyklika Evangelium vitae in den Jahren 1995-2005” (hrv. „Za kulturu života. Zauzimanje Crkve u Hrvatskoj za kulturu života na temelju enciklike Evanđelje života od 1995. do 2005.”). Godine 2009. dubrovački mu je biskup dopustio boravak u Papinskom hrvatskom zavodu sv. Jeronima zbog studiranja talijanskog jezika.
Od 2009. do 2011. godine bio je Biskupski vikar za pastoral u Dubrovačkoj biskupiji, a od 2011. do 2017. obnašao je službu generalnog vikara iste biskupije. Godine 2003. bio je predsjednik Središnjeg odbora za pripremu posjeta pape Ivana Pavla II. Dubrovniku te predsjednik Organizacijskog odbora Susreta hrvatske katoličke mladeži u Dubrovniku 2014. Bio je i član Vijeća HBK za katehizaciju i novu evangelizaciju.
Obnovom Stolnog kaptol Svete Marije u Dubrovniku, imenovan je članom istoga te kanonikom predstojnikom. Od 2017. do 2020. vršio je službu generalnog tajnika Hrvatske biskupske konferencije te predsjednika Odbora za sredstva društvenih komunikacija.

### Biskupstvo
Papa Franjo imenovao ga je hvarskim biskupom, 9. ožujka 2018. Posvećen je za biskupa 30. travnja 2018. u hvarskoj katedrali te ujedno preuzeo upravljanje biskupijom. Glavni zareditelj bio je Želimir Puljić, zadarski nadbiskup, a suzareditelji Slobodan Štambuk, hvarski biskup u miru, i Mate Uzinić, dubrovački biskup. Za biskupsko geslo uzeo je: „Na tvoju riječ”. Palić je tako postao prvi kosovski Hrvat koji je postao biskup.
Papa Franjo imenovao ga je 11. srpnja 2020. mostarsko-duvanjskim biskupom i trajnim apostolskim upraviteljem trebinjsko-mrkanske biskupije. Za mostarsko-duvanjskog biskupa je ustoličen 14. rujna 2020., na trgu ispred Katedrale u Mostaru. Tom prigodom njegov prethodnik, biskup Ratko Perić, predao mu je biskupski štap i dopratio ga do katedre mostarskih biskupa.
Istoga je dana imenovan apostolskim upraviteljem Hvarske biskupije, a tu je službu vršio do 22. svibnja 2021., kad je za hvarskog biskupa zaređen mons. Ranko Vidović, koji je time preuzeo upravu Hvarskom biskupijom.
Predsjednik je Vijeća za kler i Vijeća za katehezu i novu evangelizaciju Biskupske konferencije Bosne i Hercegovine.
Palić, koji je do tada imao samo hrvatsko državljanstvo, dobio je državljanstvo BiH 18. veljače 2021. godine, nakon što mu je Vijeće ministara BiH odobrilo zahtjev za državljanstvo. Osim materinskog hrvatskog, Palić govori još pet jezika: engleski, njemački, talijanski, makedonski i ruski.
Dana 28. svibnja 2021. primio ga je papa Franjo u privatnu audijenciju.

#### Hercegovački slučaj
Palić je istaknuo kako se njegov stav o sporu između Hercegovačke franjevačke provincije i Mostarsko-duvanjske biskupije, poznatom kao Hercegovački slučaj, ne može razlikovati od službenog stava Katoličke Crkve. Palić je u intervjuu iz rujna 2020., komentirajući tu problematiku, rekao da „Crkva nije samozvana organizacija istomišljenika, niti dobrovoljno društvo simpatizera vođenih nekim interesom, u kojemu svatko radi ono što misli ili želi”, umjesto toga, Palić je naglasio da je Crkva „zajednica krštenika, koju je Krist utemeljio, povjerio joj poslanje naviještanja i izgradnje Kraljevstva Božjega, pod vodstvom Pape i biskupa”.
Palić je nadalje istaknuo kako je zahvalan svom prethodniku Ratku Periću na svemu što je učinio za hercegovačke biskupije i za Crkvu u cjelini.
U siječnju 2022., u župi Crnač kod Širokog Brijega, koju su uzurpirali osobe izbačene iz franjevačkog reda, „referendumom” je odlučeno kako će se poštivati papin dekret i za župnika prihvatiti biskupijskog svećenika. Odluka je uslijedila nakon što je protjerani fratar umro i župa ostala bez svećenika. Generalni vikar hercegovačkih biskupija, oglasio se službenim priopćenjem te je, citirajući odredbe Zakonika kanonskog prava, ustvrdio da referendum nije imao nikakvog utjecaja na imenovanje dijecezanskog svećenika na župu te da isključivu ovlast u tome ima mjesni biskup.
Stanko Pavlović, koji je od 2001. godine otpušten iz franjevačkog reda, i 22 vjernika, u ožujku 2022. pisali su biskupu Paliću sa zahtjevom održavanja krizme u župi Grude. U pismu, 21. travnja 2022., Palić odgovara kako izražava „spremnost i otvorenost za razgovor” te je Stanku Pavloviću, u vezi rješavanja njegova kanonskoga statusa, ponudio inkardinaciju u Mostarsko-duvanjsku biskupiju.

#### Međugorski fenomen
Palić je posjetio Međugorje prije nego što je postao mostarsko-duvanjski biskup potaknut znatiželjom, prijateljskim kontaktima te dolaskom vjernika. U intervjuu, u rujnu 2020., istaknuo je da je objava završila smrću posljednjeg apostola i Isusovim završetkom zemaljskog života. Nadalje je ustvrdio kako „poslije Isusova zemaljskoga života, propovijedanja, muke, uskrsnuća i uzašašća, nema niti je potrebno očekivati neku novu objavu koja bi se odnosila na temeljno stanje čovječanstva u vezi sa spasenjem i otkupljenjem”.
Dana 8. prosinca 2020. biskup Palić predslavio je misu na slavlju Bezgrešnog začeća u Međugorju, uz apostolskog vizitatora nadbiskupa Henryka Hosera i župnika fra Marinka Šakotu te nekoliko drugih svećenika. Palić je istaknuo kako njegov dolazak u Međugorje ne treba tumačiti kao priznanje navodnih ukazanja koja još uvijek zahtijevaju ispitivanje te da Katolička Crkva nije priznala navodna ukazanja autentičnima.

### Novinski članci
- Biskup Petar Palić imenovan biskupom mostarsko-duvanjskim i apostolskim upraviteljem trebinjsko-mrkanskim. KTA BK BiH. Pristupljeno 11. rujna 2022.
- Biskup Palić predvodio slavlje Bezgrešne u Međugorju. Informativna katolička agencija. Pristupljeno 11. rujna 2022.
- Don Petar Palić doktorirao u Grazu. Informativna katolička agencija. Pristupljeno 11. rujna 2022.
- IKA. Don Petar Palić preuzeo službu generalnog tajnika HBK. KTA BK BiH. Pristupljeno 11. rujna 2022.
- Menalo, Nikola. Priopćenje u svezi događanja u župi Crnač. Crkva na kamenu. Pristupljeno 12. rujna 2022.
- Mons. dr. Petar Palić preuzeo službu mostarsko-duvanjskog biskupa i trajnog upravitelja trebinjsko-mrkanskog. KTA BK BiH. Pristupljeno 11. rujna 2022.
- Mons. Ranko Vidović u Hvaru zaređen za biskupa. Informativna katolička agencija. Pristupljeno 11. rujna 2022.
- Papa Franjo danas primio u audijenciju biskupa Petra Palića. Vatican News. Rim. Pristupljeno 11. rujna 2022.
- Pavičić, Darko. 2018. Prva životna priča don Petra Palića, najmlađeg hrvatskog biskupa. Večernji list. Zagreb. Pristupljeno 12. rujna 2022.
- Pavičić, Darko. 2020. Mons. Petar Palić ekskluzivno za Večernji: Međugorju treba pristupiti smireno i stručno. Večernji list. Zagreb. Pristupljeno 11. rujna 2022.
- Ugrin, Ivan. 2018. Zaređen novi hvarski biskup: Petar Palić postao prvi hrvatski Janjevac uzdignut na tu službu. Slobodna Dalmacija. Split. Pristupljeno 11. rujna 2022.
- Tadić, Angelina. 2015. Ponovo imamo Stolni kaptol Svete Marije u Dubrovniku!. dubrovacka-biskupija.hr. Pristupljeno 12. rujna 2022.
- Odgovor biskupa Palića gospodinu Stanku Pavloviću: Župa Grude. biskupija-mostar.ba. Mostar. Pristupljeno 13. rujna 2022.
- Ugrin, Ivan. 2022. Jedan od najmlađih biskupa Crkve u Hrvata: Nije svakidašnja pojava da rođak redi rođaka za biskupa, ali je poseban dar! U Dubrovniku se osjećam kao kod kuće. Dubrovački vjesnik. Dubrovnik. Pristupljeno 11. rujna 2022.
- Za 56. hvarskoga biskupa zaređen je mons. Petar Palić. Informativna katolička agencija. Pristupljeno 11. rujna 2022.

### Mrežna sjedišta
- Dissertationen am Institut für Moraltheologie (PDF). uni-graz.at (njemački). Pristupljeno 11. rujna 2022.
- Rinunce e nomine, 09.03.2018. vatican.va (talijanski). Tiskovni ured Svete Stolice. Pristupljeno 11. rujna 2022.
- Rinunce e nomine, 11.07.2020. vatican.va (talijanski). Tiskovni ured Svete Stolice. Pristupljeno 11. rujna 2022.

### Novine
- Odluka o stjecanju državljanstva Bosne i Hercegovine. Službeni glasnik Bosne i Hercegovine. 25 (16): 26. 2021. Pristupljeno 11. rujna 2022.

## Vanjske poveznice
Ostali projekti
|  | Zajednički poslužitelj ima još gradiva o temi Petar Palić |
|  | Wikicitati imaju zbirke citata o temi Petar Palić         |

Mrežna sjedišta
- Životopis na stranicama Biskupijâ Mostar-Duvno i Trebinje-Mrkan

| Titule u Katoličkoj Crkvi   | Titule u Katoličkoj Crkvi                                    | Titule u Katoličkoj Crkvi  |
| --------------------------- | ------------------------------------------------------------ | -------------------------- |
| prethodnik Enco Rodinis     | Generalni tajnik Hrvatske biskupske konferencije 2017.–2020. | nasljednik Krunoslav Novak |
| prethodnik Slobodan Štambuk | Biskup hvarski 2018.–2020.                                   | nasljednik Ranko Vidović   |
| prethodnik Ratko Perić      | Biskup mostarsko-duvanjski 2020.–...                         | nasljednik                 |
| prethodnik Ratko Perić      | Trajni apostolski upravitelj trebinjsko-mrkanski 2020.–...   | nasljednik                 |